# DC девчонки-супергерои (мультсериал)
«DC девчонки-супергерои» (англ. DC Super Hero Girls) — супергеройский мультсериал, разработанный Лорен Фауст и созданный Warner Bros. Animation для Cartoon Network. Он основан на одноимённом веб-сериале и франшизе. Премьера мультсериала состоялась 8 марта 2019 года с часовым спецвыпуском под названием «#СладкоеВозмездие».
Мультсериал рассказывает о приключениях подростковых версий Чудо-женщины, Бэтгёрл, Бамблби, Супергёрл, Зелёного Фонаря и Затанны, которые учатся в средней школе Метрополиса.

## Сюжет
Мультсериал фокусируется на шести девушках-супергероев-подростках с тайными личностями: Диана Принс / Чудо-женщина (озвучивает Грей Гриффин); Барбара «Бэбс» Гордон / Бэтгёрл (озвучивает Тара Стронг); Кара Дэнверс / Супергёрл (озвучивает Николь Салливан); Зи Затара / Затанна (озвучивает Кэри Уолгрен), Джессика Круз / Зелёный Фонарь (озвучивает Мирна Веласко); и Карен Бичер / Бамблби (озвучивает Кимберли Брукс). Шесть девушек встречаются в средней школе Метрополис и формируют команду супергероев, получившую название «Девчонки-супергерои».
Мультсериал рассказывает истории взросления Девчонок-супергероев, их выборов и решений, касающихся их супергеройских личностей и их тайных личностей, а также сосредоточен на физической комедии, эмоциональных сюжетных линиях и большой галерее злодеев.

## Эпизоды
Новое воплощение «DC девчонок-супергероев» дебютировало на San Diego Comic-Con в 2018 году с короткометражным мультфильмом «#TheLateBatsby» который был показан в кинотеатрах перед мультфильмом «Юные титаны, вперёд!». Онлайн-сериал «Super Shorts» дебютировал 17 января 2019 года с «#SuperSleeper» на YouTube. Мультсериал дебютировал с часовым спецвыпуском «#СладкоеВозмездие» 8 марта 2019 года.
| Сезон                       | Серии                       | Серии                       | Даты показа      | Даты показа      |
| Сезон                       | Серии                       | Серии                       | Первая серия     | Последняя серия  |
| --------------------------- | --------------------------- | --------------------------- | ---------------- | ---------------- |
| Театральная короткометражка | Театральная короткометражка | Театральная короткометражка | 27 июля 2018     | 27 июля 2018     |
| Короткометражки             | 52                          | 52                          | 17 января 2019   | 19 марта 2020    |
| 1                           | 52                          | 52                          | 8 марта 2019     | 27 декабря 2020  |
| Короткометражки DC FanDome  | 2                           | 2                           | 12 сентября 2020 | 12 сентября 2020 |
| Кроссоверы                  | 2                           | 2                           | 19 декабря 2020  | 31 мая 2021      |
| 2                           | 26                          | 26                          | 6 июня 2021      | TBA              |

## Производство
Warner Bros. обратились к Лорен Фауст с предложением превратить веб-сериал «DC девчонки-супергерои» в мультсериал после того, как ранее работала над серией короткометражек «Super Best Friends Forever». Телеверсия веб-сериала была анонсирована в мае 2017 года. Тара Стронг и Николь Салливан повторяют свои роли Бэтгёрл и Супергёрл соответственно из «Super Best Friends Forever», с Грей Гриффин, которая ранее озвучивала Чудо-девушку (Донна Трой) из короткометражек «DC Nation Shorts», повторяет свою роль Чудо-женщины из веб-сериала. Год спустя был выпущен постер, показывающий первый облик главных персонажей. Мультсериал создан канадской студией Jam Filled Entertainment и ирландской компанией Hasbro Boulder Media.
Сценаристы решили смоделировать каждого персонажа и их личности по образцу архетипа подростка, а также черпали вдохновение для нескольких персонажей в их воплощениях из Серебряного века комиксов. Однако для более современной Джессики Круз сценаристы сильно изменили её характеристику из-за того, что её первоначальная предыстория сильно контрастировала с беззаботным тоном мультсериала.
Несколько сценаристов этого мультсериала ранее работали над мультсериалом «Дружба — это чудо», ещё одним сериалом, созданным и разработанным Фауст. Также, её мультсериал является вторым сотрудничеством с Тарой Стронг и Джоном де Ланси, которые соответственно озвучивали Сумеречную Искорку и Дискорда в «Дружбе — это чудо».
Натали Вейтциг, режиссёр «DC девчонок-супергероев», упомянула второй сезон мультсериала в интервью на церемонии вручения премии «Энни» 2020. Позже она пояснила, что заявила о второй половине первого сезона. Соисполнительный продюсер Аманда Ринда сказала, что команда «представляет множество новых злодеев и продвигает новые сюжетные линии» во втором сезоне.
1 ноября 2021 года Николь Салливан сообщила в своём Instagram что она заранее закончила свои последние реплики в роли Супергёрл.

## Трансляция
Премьера мультсериала состоялась на Cartoon Network UK 6 июля 2019 года.
Он начал транслироваться на CITV в сентябре 2020 года.
Все 52 серии первого сезона доступны для просмотра на Netflix.

## Видеоигры
- DC Super Hero Girls Blitz — Budge Studios создала мобильную игру «DC девчонок-супергероев» для устройств Android и iOS, которая была выпущена 8 августа 2019 года.[15]
- DC Super Hero Girls: Teen Power — Игра Nintendo Switch выпущенная Nintendo 4 июня 2021 года.[16][17]